# Rhytidiastrum loreum
Rhytidiastrum loreum là một loài Rêu trong họ Hylocomiaceae. Loài này được (Hedw.) Ignatov & Ignatova mô tả khoa học đầu tiên năm 2004.